# Aaron Marc Stein
Pour les articles homonymes, voir Stein.
Aaron Marc Stein, né à New York le 15 novembre 1906 à New York aux États-Unis et mort le 29 août 1985, est un écrivain américain de roman policier.  Il est mieux connu sous ses pseudonymes George Bagby et Hampton Stone.

## Biographie
Après l'obtention d'un diplôme de l'université de Princeton en 1927, il travaille pendant dix ans comme journaliste du New York Evening Post.  Il publie sans succès trois romans littéraires dans les années 1930 et passe au magazine Time en 1938. L'année suivante, pendant une hospitalisation qui lui permet de lire des romans policiers, il se convainc qu'il peut faire mieux.  Sous son patronyme, outre huit romans policiers sans héros récurrent, dont un seul a été publié en France, il donne deux séries policières : la première propose les enquêtes de Tim Mulligan et Elsie Mae Hunt, un couple d'archéologues globe-trotters ; la seconde met en scène l'ingénieur Matt Erridge, détective amateur à ses heures, dans des récits qui se déroulent eux aussi dans des lieux exotiques.
À partir de 1935, il adopte le pseudonyme George Bagby, signature sous laquelle il est aujourd'hui le plus connu, pour la série des enquêtes de l'inspecteur Schmidt de la brigade criminelle de Manhattan. Whodunits classiques et bien ficelés, ces romans où triomphe "Schmitty", le vétéran aux pieds sensibles, ont pour narrateur George Bagby, son confident et ami, qui n'hésite pas à lui prêter main-forte en plus d'une occasion.
Pendant la Seconde Guerre mondiale, il travaille au Bureau des Renseignements à partir de 1942, puis dans l'armée, où il rédige des traductions de textes en chinois et en japonais, à partir de 1943.
À partir de 1948, Aaron Marc Stein emploie en parallèle un autre nom de plume, Hampton Stone, pour les romans noirs de Jeremiah X. Gibson, surnommé Giggy Gibson, et de son collègue et historiographe Mac. Assistants du district attorney de Manhattan, les deux inséparables amis connaissent des aventures qui décrivent avec réalisme la pègre et le milieu criminel new-yorkais.
En 1974, Aaron Marc Stone a été élu président des Mystery Writers of America.  Il a obtenu l'Edgar spécial du Grand Master Award de cette association en 1979.

## Œuvre

### Romans

#### SérieTim Mulligan et Elsie Mae Hunt
- The Sun is a Witness (1940)
- Up to No Good (1941)
- Only the Guilty (1942)
- And High Water (1946)
- We Saw Him Die (1947)
- 1 Death Takes a Paying Guest (1947)
- The Cradle & the Grave (1948)
- Days of Misfortune (1949)
- Second Burial (1949)
- Three with Blood (1950)
- Frightened Amazon (1950)
- Shot Me Dacent (1951)
- Mask for Murder (1952)
- Dead Thing in the Pool (1952)
- Death Meets 400 Rabbits (1953)
- Moonmilk and Murder (1955)

#### SérieMatt Erridge
- Sitting up Dead (1958)
- Never Need an Enemy (1959)
- Home and Murder (1962)
- Blood on the Stars (1964)
- I Fear the Greeks ou Executioner's Rest (1966)
- Snare Andalucian (1968)
- Deadly Delight (1968)
- Kill is a Four Letter Word (1969)
- Alp Murder (1971)
- The Finger (1974)
- Coffin Country (1976)
- Lend me your Ears (1976)
- Chill Factor (1978)
- Body Search (1978)
- Nowhere? (1978)
- One Dip Dead (1979)
- Rolling Heads (1979)
- Cheating Butcher (1980)
- Nose For It (1981)
- Garbage Collector (1984)

#### Autres romans
- Spirals (1930), roman littéraire
- Her Body Speaks (1931), roman littéraire
- Here Comes the Corpse (1941)
- Faces of Death (1968)
- Lock and Key (1973)
- A Body for a Buddy (1981) Publié en français sous le titre Barbara sur les bars, Paris, Librairie des Champs-Élysées, Le Masque no 1760, 1984
- Hangman's Row (1982)
- Bombing Run (1983)

#### SérieInspecteur Schmidt, surnommé "Schmitty", signée George Bagby
- Murder at the Piano (1935)
- Ring Around a Murder (1936)
- Murder Half Baked (1937)
- Murder on the Nose (1938) Publié en français sous le titre Le Dernier Accord, Paris, Librairie des Champs-Élysées, L'Empreinte no 179, 1940
- Bird Walking Weather (1939) Publié en français sous le titre Purée de pois, Paris, Librairie des Champs-Élysées, Le Masque no 410, 1952
- The Corpse with the Purple Thighs (1939)
- The Corpse Wore a Wig (1940)
- Here Comes the Corpse (1941)
- Red Is for Killing' (1941)
- Murder Calling "50" (1942)
- Dead on Arrival (1946) Publié en français sous le titre Abattu à l'arrivée, Paris, Éditions des Loisirs, Le Yard no 53, 1953
- The Original Carcase (1946) Publié en français sous le titre Le Cadavre extravagant, Paris, Librairie des Champs-Élysées, Le Masque no 374, 1950
- The Twin Killing (1947)
- In Cold Blood (1948)
- The Starting Gun (1948) Publié en français sous le titre Le Signal du départ, Paris, Librairie des Champs-Élysées, Le Masque no 402, 1951
- Coffin Corner (1949)
- Drop Dead (1949) Publié en français sous le titre La mort t'attend, Paris, Librairie des Champs-Élysées, Le Masque no 540, 1956
- Blood Will Tell (1950)
- Death Ain’t Commercial (1951) Publié en français sous le titre La mort ne paie pas, Paris, Librairie des Champs-Élysées, Le Masque no 516, 1955
- The Corpse with the Sticky Fingers (1952) Publié en français sous le titre Le cadavre aux doigts poisseux , Paris, Librairie des Champs-Élysées, Le Masque no 485, 1954 ; réédition, Paris, Librairie des Champs-Élysées, Club des Masques no 15, 1966
- Scared to Death (1952)
- Dead Drunk (1953)
- Give the Little Corpse a Great Big Hand (1953)
- The Body in the Basket (1954)
- A Dirty Way to Die (1955)
- Cop Killer (1956)
- Dead Storage (1957)
- Dead Wrong (1957)
- The Three-Time Losers (1958)
- The Real Gone Goose (1959)
- Evil Genius (1961)
- Murder’s Little Helper (1963)
- Mysteriouser and Mysteriouser (1965)
- Dirty Pool (1966)
- Corpse Candle (1967)
- Another Day-Another Death (1968)
- Honest Reliable Corpse (1969)
- Killer Boy Was Here (1970)
- My Dead Body (1976) Publié en français sous le titre Ma dépouille mortelle, Paris, Librairie des Champs-Élysées, Le Masque no 1511, 1978
- Two in the Bush (1976)
- Innocent Bystander (1977)
- The Tough Get Going (1977)
- Better Dead (1978)
- Guaranteed to Fade (1978)
- I Could Have Died (1979)
- Mugger’s Day (1979)
- Country and Fatal (1980)
- A Question of Quarry (1981)
- The Sitting Duck (1981)
- The Golden Creep (1982)
- The Most Wanted (1983)

#### Autre roman signé George Bagby
- Bachelor's Wife (1932), roman sentimental

#### SérieJeremiah X. Gibson, surnommé "Gibby Gibson", signée Hampton Stone
- The Corpse in the Corner Saloon (1948)
- The Girl With the Hole in Her Head (1949)
- The Needle That Wouldn't Hold Still (1950)
- The Murder That Wouldn't Stay Solved (1951) Publié en français sous le titre L'impossible sosie, Paris, Presses de la Cité, Un Mystère no 108, 1952
- The Corpse Who had Too Many Friends (1953)
- The Corpse That Refused to Stay Dead (1953) Publié en français sous le titre Le Cadavre qui ne veut pas mourir, Paris, Presses de la Cité, Un Mystère no 189, 1954
- The Man Who had Too Much to Lose (1955)
- The Strangler Who Couldn't Let Go (1956)
- The Girl Who Kept Knocking Them Dead (1957)
- The Man Who Was Three Jumps Ahead (1959) Publié en français sous le titre Kidnapping, Paris, Éditions de Trévise, coll. « Le Cachet » no 8, 1960
- The Man Who Looked Death in the Eye (1961)
- The Babe With the Twistable Arm (1962)
- The Real Serendipitous Kill (1964)
- The Kid was Last Seen Hanging Ten (1966)
- The Funniest Killer in Town (1967)
- The Corpse Was No Bargain at All (1968)
- The Swinger Who Swung by the Neck (1970)
- The Kid who Came Home with a Corpse (1972)

### Nouvelles

#### Nouvelles isolées signées Aaron Marc Stein
- This Was Willi's Day (1956) Publié en français sous la signature George Bagby dans une traduction ayant pour titre L'heure a sonné pour Willi, Paris, Opta, Mystère magazine no 126, juillet 1958 Publié en français sous la signature Aaron Marc Stein dans une nouvelle traduction ayant pour titre Le Jour de Willi, Paris, Opta, L'Anthologie du Mystère no 9, septembre 1966
- He's Never Stop Running (1957)
- Battles of Wits (1957) Publié en français sous le titre Un coup de pouce, Paris, Fayard, Le Saint détective magazine no 48, février 1959
- Togertherness (1958)
- Stamped and Self-Addressed (1979)

#### Nouvelles de la sérieInspecteur Schmidtsignées George Bagby
- Mug Shot (1955)
- A Few Dead Birds (1960)

#### Autres nouvelles isolée signées George Bagby
- Body Snatcher (1955) Publié en français sous le titre La Voleuse de cadavres, Paris, Opta, Suspense no 2, mai 1956
- The Wife-Beater (1957)
- The Three-Time Losers (1958)

#### Nouvelle isolée de la sérieGibby Gibsonsignée Hampton Stone
- The Mourners at the Bedside (1961)

## Sources
- Jacques Baudou et Jean-Jacques Schleret, Le Vrai Visage du Masque, vol. 1, Paris, Futuropolis, 1984, 476 p. (OCLC 311506692), « George Bagby », p. 42-43
- Claude Mesplède, Dictionnaire des littératures policières, vol. 1 : A - I, Nantes, Joseph K, 2007, 1054 p. (ISBN 978-2-910686-44-4, OCLC 315873251), « George Bagby », p. 136.
- (en) John M. Reilly (Ed.), Twentieth-century crime and mystery writers, New York, St. Martin's Press, coll. « Twentieth-century writers of the English language », 1982 (réimpr. 1991), 2e éd., 1568 p. (ISBN 978-0-312-82417-4, OCLC 6688156), p. 818-82.